# Sunrise on the Sufferbus
Albums de Masters of Reality
Masters of Reality
(1988) How High the Moon: Live at the Viper Room
(1997)
Sunrise on the Sufferbus, sorti en 1993, est le deuxième album du groupe de rock alternatif Masters of Reality dont l'unique membre permanent est Chris Goss.

## L'album
Tous les titres de l'album ont été composés par les membres du groupe.

C'est le seul album de cette formation.

## Musiciens
- Chris Goss : voix, guitare, claviers
- Googe : basse
- Ginger Baker : batterie

## Liste des titres
| No  | Titre                                  | Durée |
| --- | -------------------------------------- | ----- |
| 1.  | She Got Me (When She Got Her Dress On) | 2:47  |
| 2.  | J.B. Witchdance                        | 3:37  |
| 3.  | Jody Sings                             | 3:03  |
| 4.  | Rolling Green                          | 3:41  |
| 5.  | Ants in the Kitchen                    | 3:22  |
| 6.  | V.H.V.                                 | 4:21  |
| 7.  | Bicycle                                | 0:47  |
| 8.  | 100 Years (of Tears on the Wind)       | 4:06  |
| 9.  | T.U.S.A.                               | 2:59  |
| 10. | Tilt-a-Whirl                           | 3:42  |
| 11. | Rabbit One                             | 3:33  |
| 12. | Madonna                                | 0:38  |
| 13. | Gimme Water                            | 2:23  |
| 14. | Moon in Your Pocket                    | 3:31  |

## Informations sur le contenu de l'album
- She Got Me (When She Got Her Dress On) est sorti en single.